# Konrad II. von Thüngen

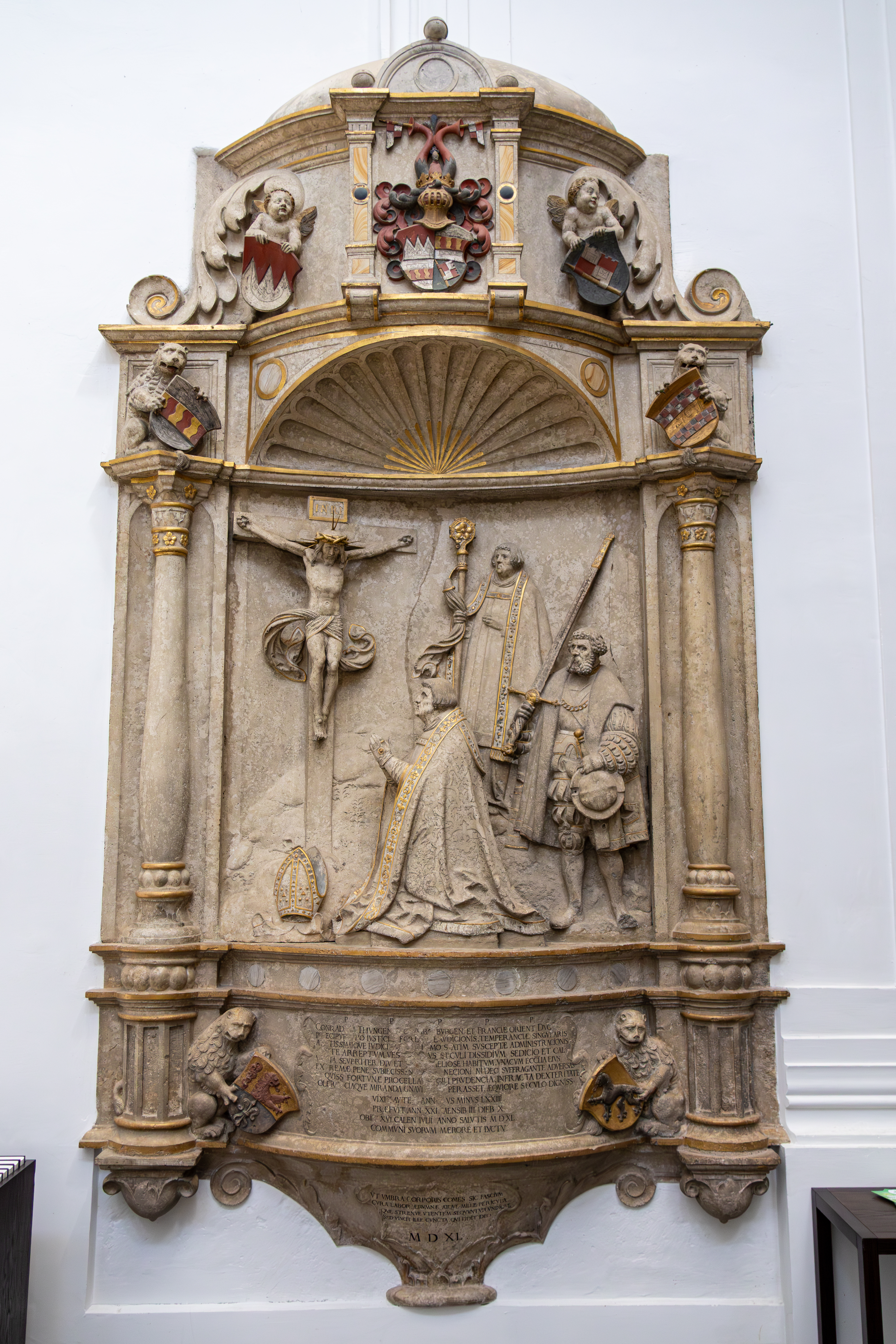
Epitaph im Würzburger Dom von Loy Hering

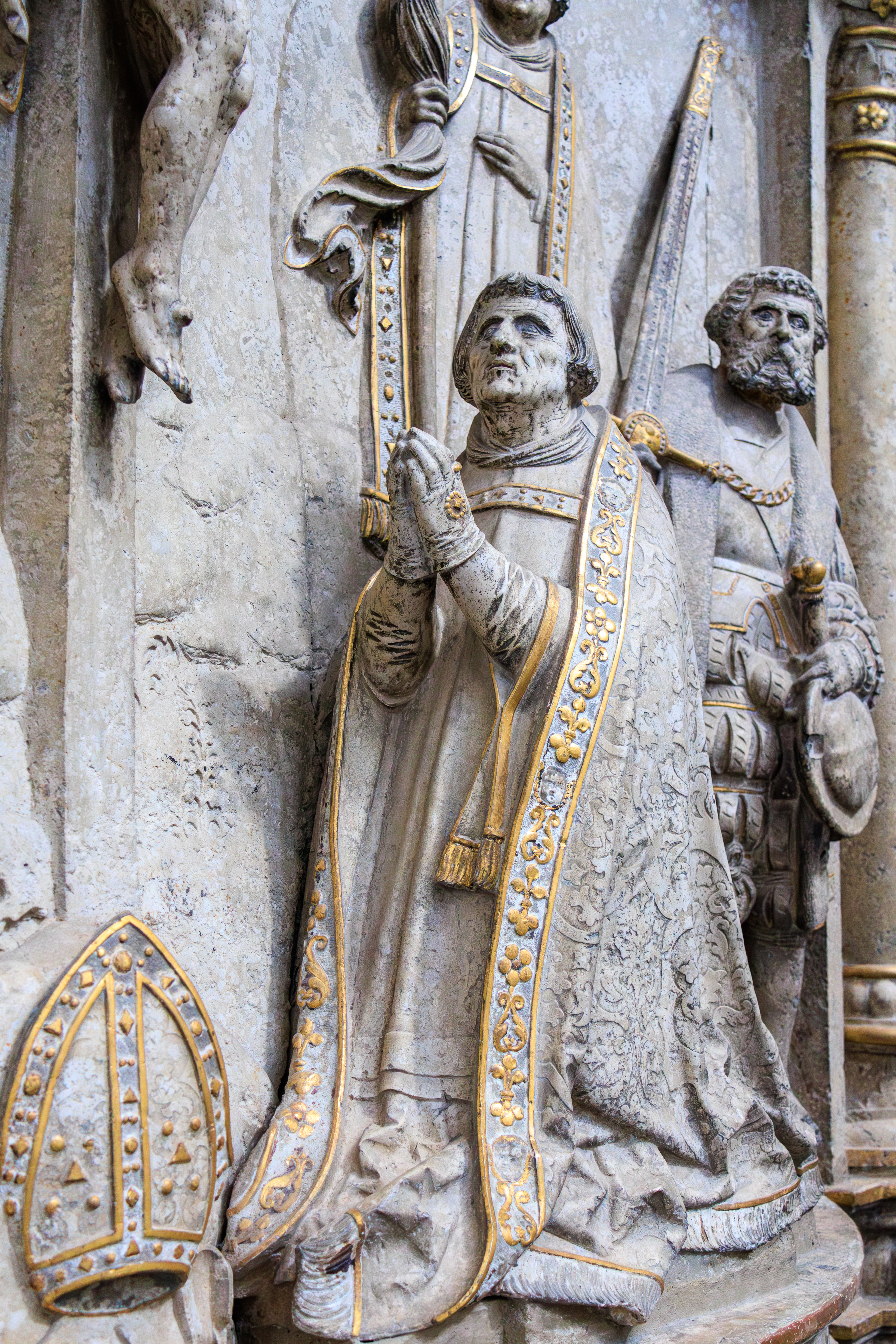
Epitaph im Würzburger Dom, Detail

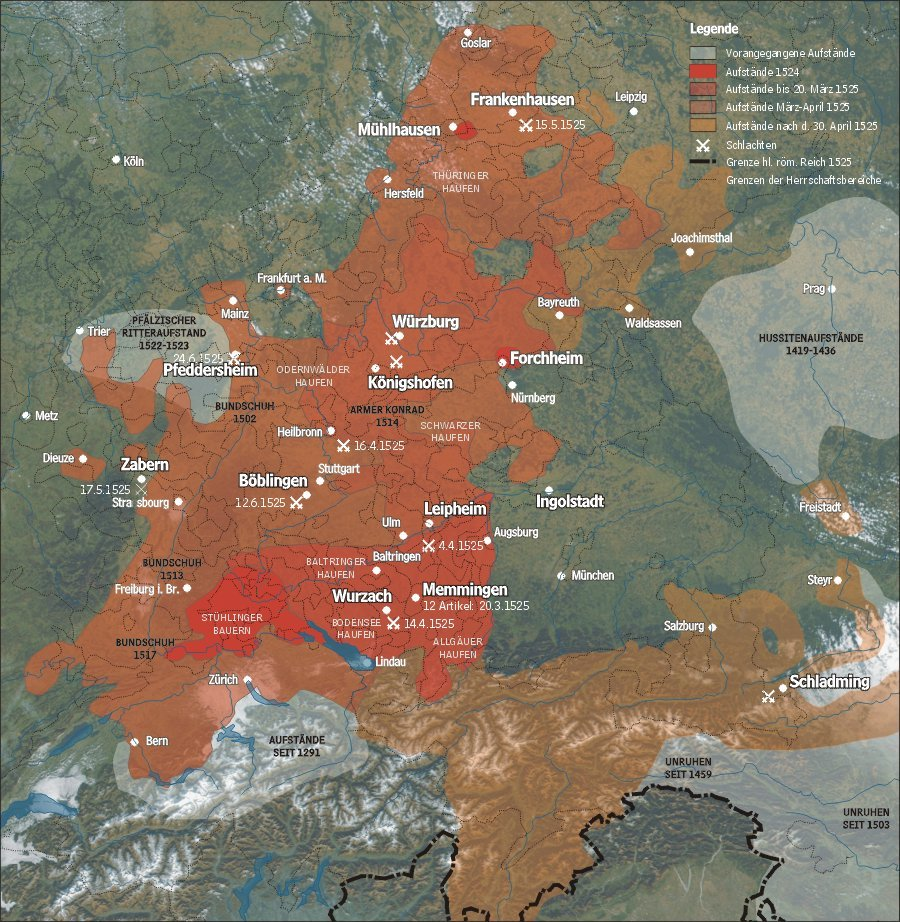
Verbreitungskarte der Aufstände während des Deutschen Bauernkrieges um 1525

Konrad II. von Thüngen (* um 1466; † 16. Juni 1540 auf der Festung Marienberg in Würzburg) war ein deutscher Adliger. Er war von 1519 bis zu seinem Tod 1540 Fürstbischof von Würzburg.

## Leben
Konrad II. von Thüngen stammte aus dem fränkischen Adelsgeschlecht der von Thüngen, benannt nach dem unterfränkischen Ort Thüngen. Auch andere Familienmitglieder erlangten hohe geistliche Ämter, beispielsweise Neidhardt von Thüngen (1545–1599) als Fürstbischof von Bamberg.
Konrad II. von Thüngen bekleidete über fast 20 Jahre das Amt des Fürstbischofs von Würzburg. Sein Vorgänger und sein Nachfolger stammten aus der Familie von Bibra. Seine Obduktion ergab eine Verletzung der Harnblase, die seinen Tod herbeigeführt habe. Konrad II. wurde im Würzburger Dom bestattet.

## Fürstbischof zur Zeit des Bauernkrieges
Konrad II. von Thüngen war Fürstbischof zur Zeit des Bauernkrieges um 1525, bei dem das Bistum Würzburg einer der zentralen Brennpunkte war. Die allgemeine Unzufriedenheit der Bauern mit der erdrückenden Last von Abgaben und Frondiensten als Leibeigene sowie der Gabe des Besthauptes führte zu eskalierenden Aufständen in der Region. Auch unterschiedliche religiöse Anschauungen bargen Zündstoff (siehe auch Reformation). Mehrere Tausend Bauern schlossen sich zu Haufen zusammen und richteten zum Teil erhebliche Verwüstungen in den umliegenden Dörfern und Städten an. Sie fanden allerdings auch Zulauf und Fürsprecher in der Bürgerschaft von Städten und beim Niederadel. Dabei spielten namhafte Personen, wie Götz von Berlichingen oder Florian Geyer wichtige Rollen. Sie zeigten zum einen Verständnis für die Lage der Bauern, versuchten aber andererseits auch vermittelnde Positionen einzunehmen. Während der Fürstbischof zunächst in große Bedrängnis geriet, beinahe entführt wurde und auch Würzburg belagert war, gewann man nicht zuletzt durch den Schwäbischen Bund allmählich die Oberhand über die eher unorganisierten Bauern. Der mit einigen Gefolgsleuten, u. a. seinem Sekretär, dem Chronisten Lorenz Fries, zum Pfalzgrafen Ludwig nach Heidelberg geflohene Konrad II. kehrte wieder zurück. Die bis dahin gehaltene Festung Marienberg, die auch Hofmeister Sebastian von Rotenhan, Konrad von Bibra und der Kommandant Dompropst Markgraf Friedrich von Brandenburg (1497–1536) mit verteidigten, wurde entsetzt. Die Bestrafung der an dem Aufruhr beteiligten Bauern war hart, Anführer wurden getötet, anderen wurden die Augen ausgestochen und Körperteile abgehackt.
Konrad ging unerbittlich gegen die Anabaptisten vor; diejenigen, die er gefangen setzte, wurden auf dem Scheiterhaufen verbrannt. In seiner Amtszeit gipfelten die Unruhen der Bauern im Bauernkrieg, aber auch der zum Teil protestantische Niederadel überfiel und brandschatzte den Würzburger Raum (siehe auch Hans Thomas von Absberg und Ritterkrieg). 1523 durchzog der Schwäbische Bund das Hochstift und ging gegen räuberische Ritter aus dem fränkischen Raum vor, darunter auch Verwandte des Fürstbischofs aus dem Hause Thüngen.

## Wappen

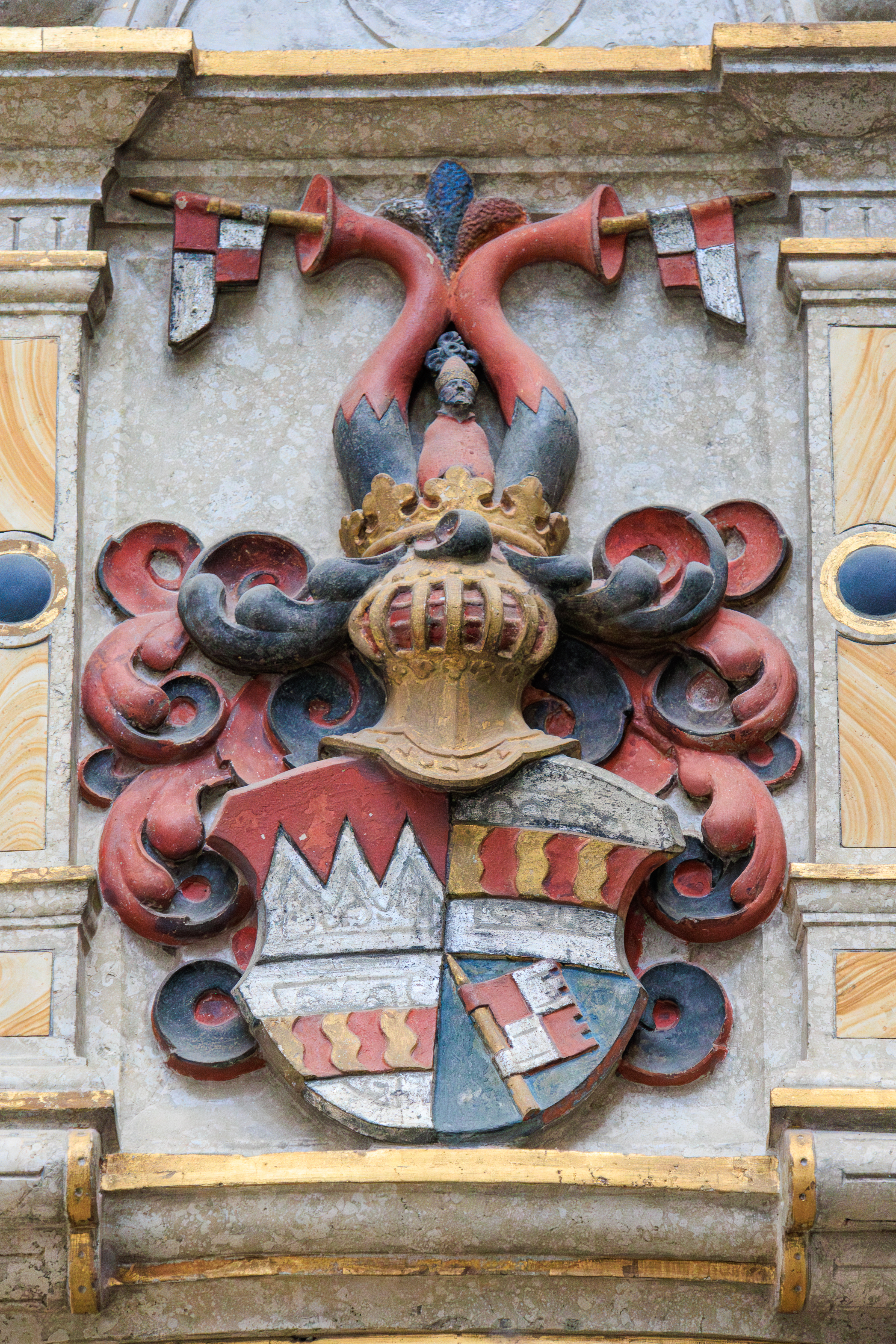
Das Wappen Konrads als Fürstbischof auf seinem Epitaph

Das Stammwappen der Familie von Thüngen zeigt in Silber einen mit drei gewellten roten Pfählen belegten goldenen Balken. Auf dem Helm mit rot-silbernen Decken steht der Rumpf eines graubärtigen Mannes in rotem Kleid mit silbernem Kragen. Sein Haupt ist mit einer silbern gestulpten roten Haube bedeckt, die auf der Spitze und an beiden Seiten mit Hahnenfedern bestückt ist.
Das gemehrte Wappen des Konrad II. von Thüngen ist geviert. Neben dem Stammwappen in den Feldern 2 und 3 erscheint im Feld 1 der Fränkische Rechen als Anspruch auf das Herzogtum Franken und im Feld 4 ein Fähnlein für das Bistum Würzburg.